# برنامج تحفيز الصادرات السعودية
برنامج تحفيز الصادرات السعودية، هو أحد مبادرات برنامج تطوير الصناعة الوطنية والخدمات اللوجستية، أطلقته هيئة تنمية الصادرات السعودية في يونيو 2019، لتشجيع الشركات السعودية على دخول أسواق التصدير والتوسع فيها.

## أنشطة يغطيها البرنامج
- التدريب للحصول على الشهادات المهنية.
- تغطية تكاليف التدريب المتخصص.
- المشاركة الفردية في المعارض الدولية.
- الإدراج في منصات التجارة الإلكترونية.
- تسجيل المنتجات في الدول الأجنبية.
- تسهيل زيارة المشترين المحتملين.
- تعويض رسوم شهادات المنتجات.
- استرداد تكاليف الخِدْمات الاستشارية.
- استرداد تكاليف الدعم القانوني.
- استرداد خدمات التسويق والإعلان.